# Bondigós
Bondigós (francès Bondigoux) és un municipi occità del departament de l'Alta Garona, a la regió d'Occitània.

## Monuments

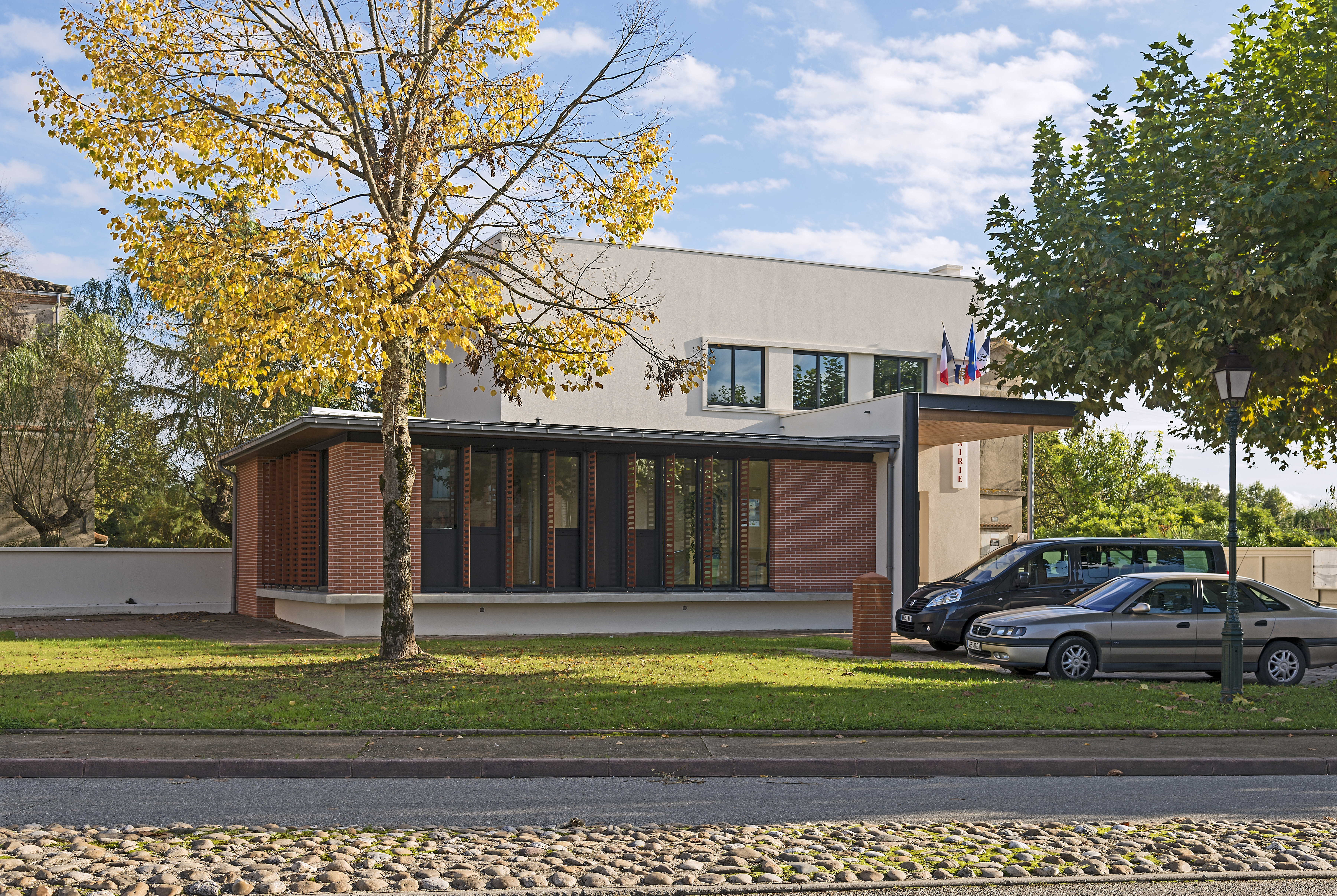
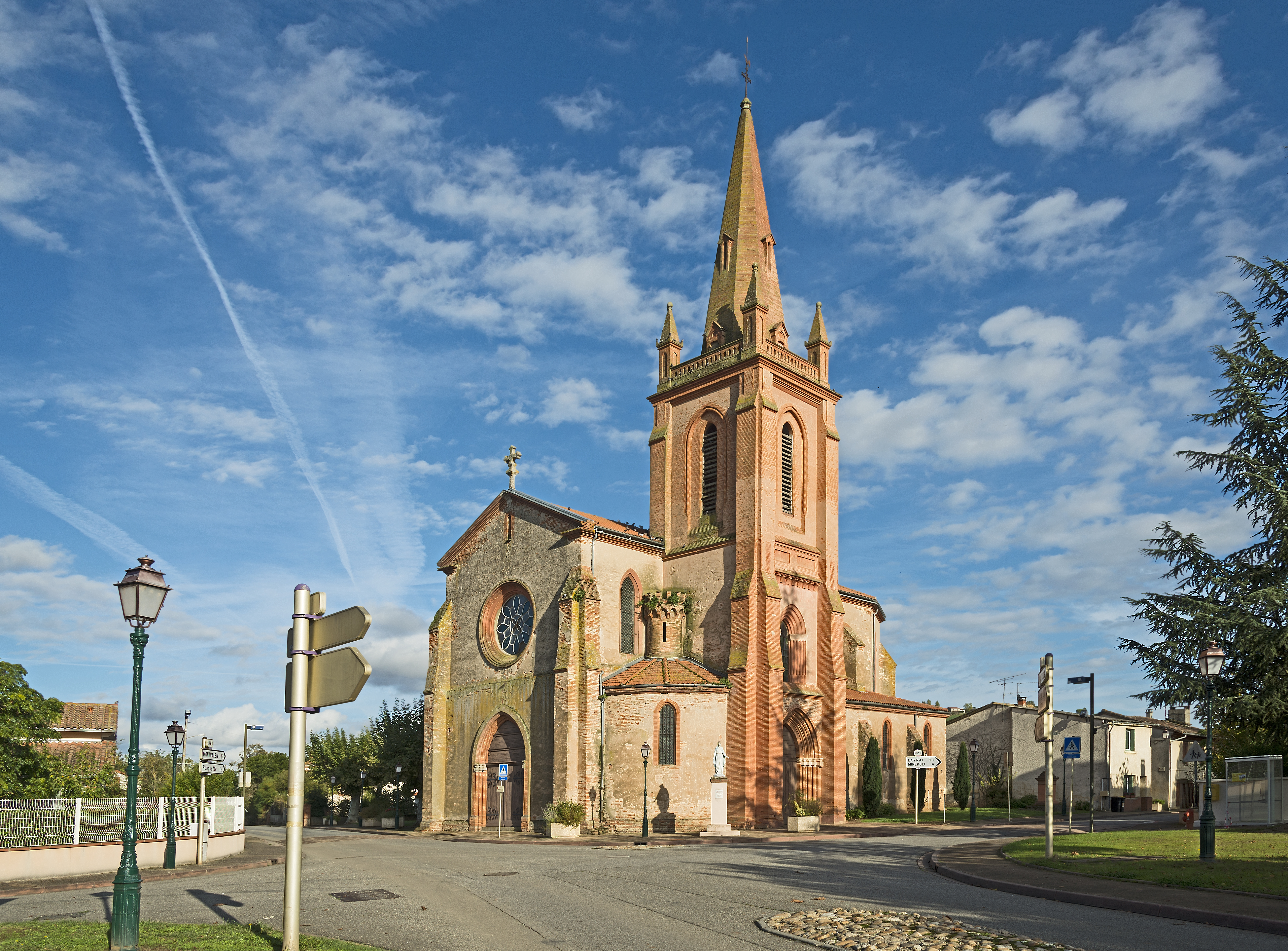
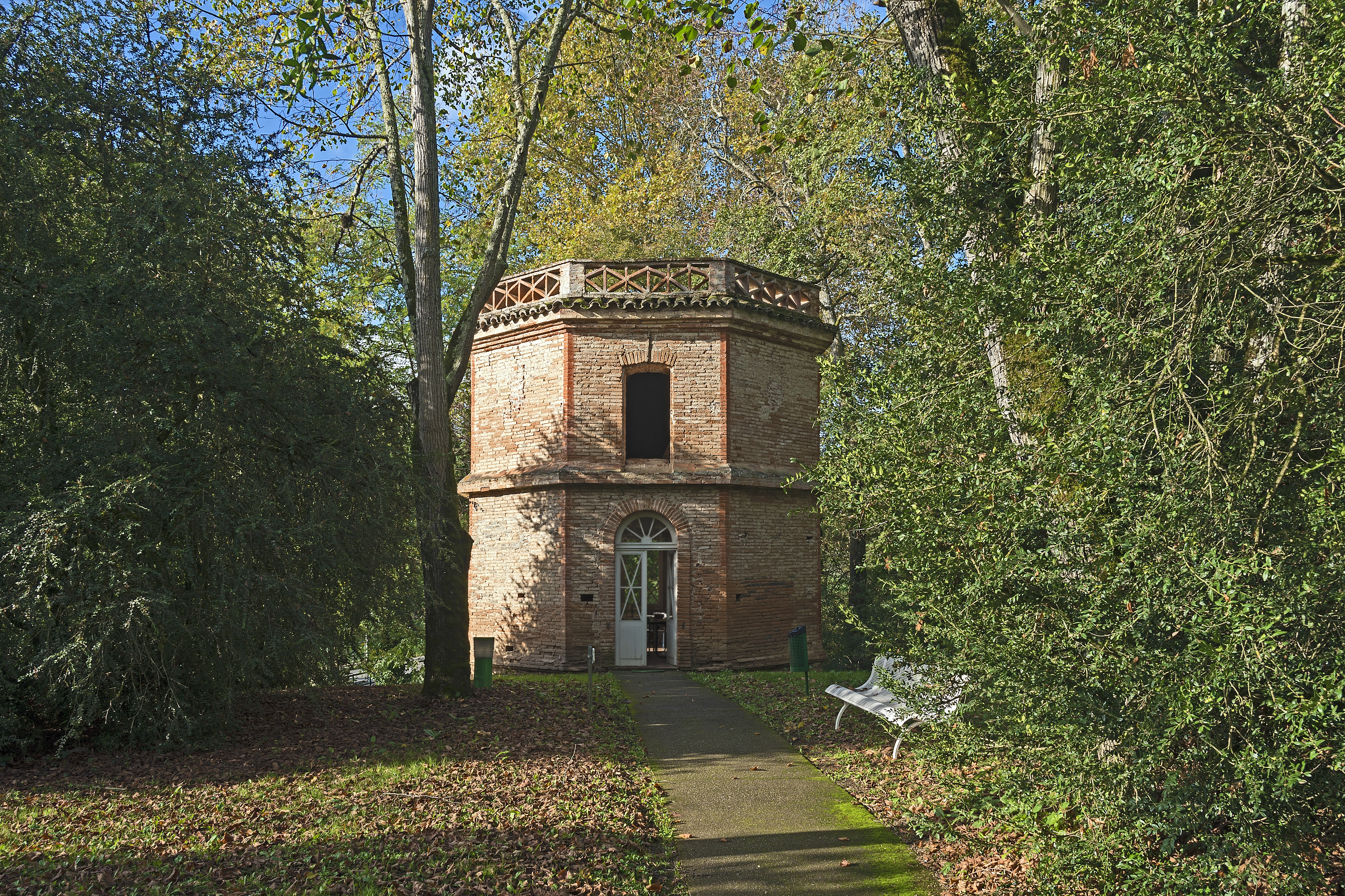